# Abzał Biejsiebiekow
Abzał Talgatuły Biejsiebiekow (oryg. Абзал Талгатулы Бейсебеков, ur. 30 listopada 1992 w Ałmaty) – kazachski piłkarz występujący na pozycji obrońcy w kazaskim klubie FK Astana. W trakcie swojej kariery reprezentował także barwy Kajratu Ałmaty, Wostoku Öskemen oraz Korony Kielce. Reprezentant Kazachstanu do lat 21.

## Sukcesy

### Klubowe
FK Astana
- Mistrz Kazachstanu (6×): 2014, 2015, 2016, 2017, 2018, 2019
- Zdobywca Pucharu Kazachstanu (2×): 2012, 2016
- Finalista Pucharu Kazachstanu (1×): 2015
- Zdobywca Superpucharu Kazachstanu (4×): 2015, 2018, 2019, 2020
- Finalista Superpucharu Kazachstanu (2×): 2016, 2017